# Allika (Käina)
Allika − wieś w Estonii, w prowincji Hiuma, w gminie Käina.